# Фридман, Эммануил Иосифович
Эммануи́л Ио́сифович Фри́дман (Мендель Иось-Шмарьевич Фридман) (1 [13] февраля 1899, Киев — 6 ноября 1959, Ленинград) — советский педиатр, один из основателей советской (ленинградской) педиатрической школы и Ленинградского научно-практического института Охраны материнства и младенчества; основоположник детской нефрологической школы Ленинграда; заведующий кафедрой факультетской педиатрии Ленинградского педиатрического медицинского института в годы Великой Отечественной войны (1942—1944), житель блокадного Ленинграда.

## Биография
Родился в купеческой семье Иосифа-Шмарьи Фридмана. После окончания одной из киевских гимназий в 1917 году поступил на медицинский факультет Киевского университета св. Владимира (бывший Императорский). Годы учёбы Э. И. Фридмана совпали с революцией и Гражданской войной. К 1921 году медицинский факультет Киевского университета был реформирован, и в 1922 году заканчивал его Эммануил Иосифович уже как Киевский медицинский институт.

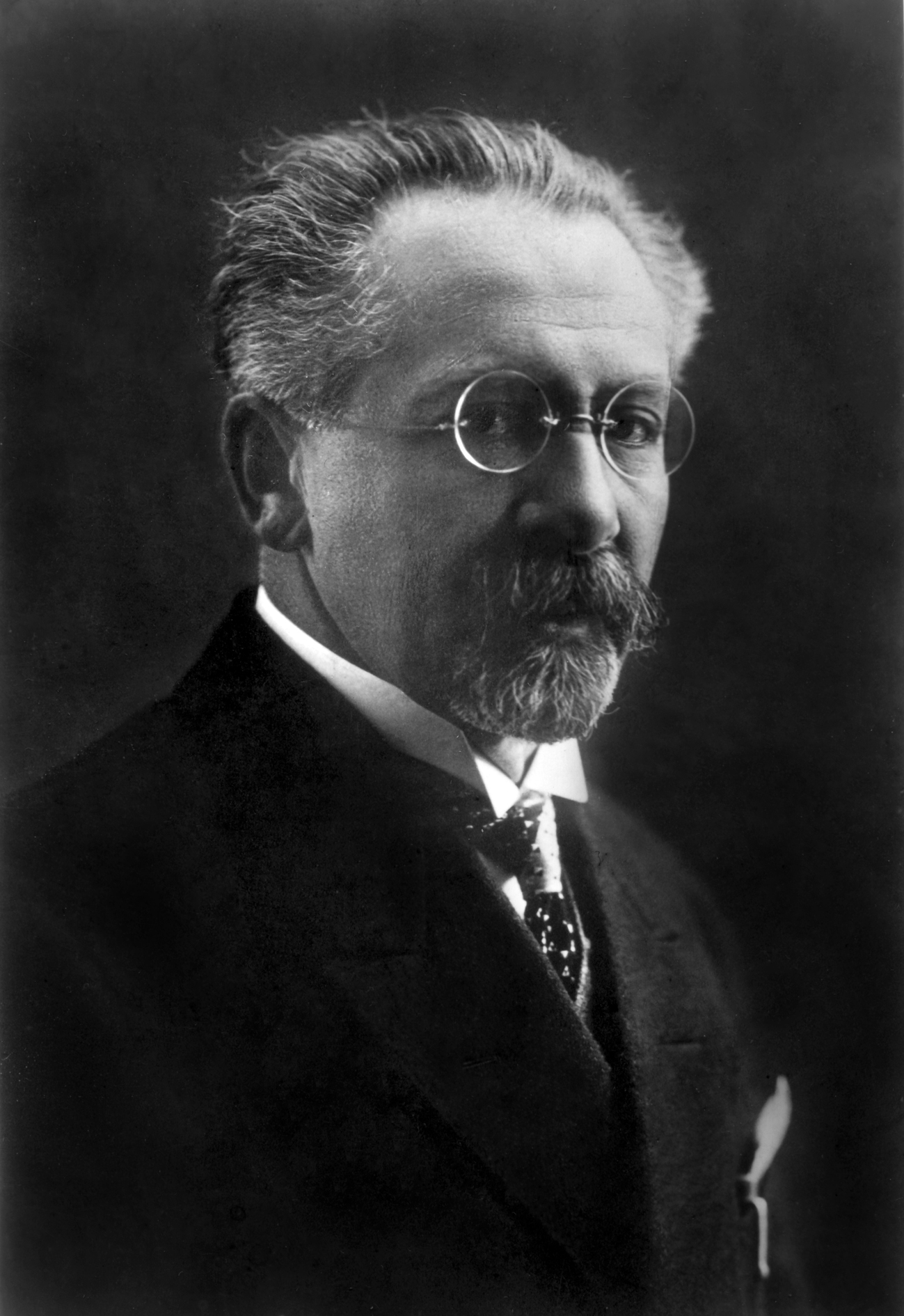
Профессор Е. Л. Скловский - учитель и тесть Э. И. Фридмана

Сразу после получения звания лекаря Э. И. Фридман был принят ординатором детской клиники  Клинического института для усовершенствования врачей. Руководил клиникой и кафедрой известный в Киеве педиатр, профессор Евгений Львович Скловский (1869—1930), одним из ближайших учеников которого и стал Эммануил Иосифович. Под его руководством в 1923 году Э. И. Фридман написал свою первую научную работу: «О функциональном исследовании вегетативной нервной системы у детей». Он настолько сблизился со своим учителем, что вскоре стал частым и желанным гостем в его доме, а спустя годы, женившись на его дочери, оказался и зятем профессора.
В 1925 году в Ленинграде на базе бывшей Городской детской больницы «В память священного коронования Их Императорских Величеств» был открыт Научно-практический институт Охраны материнства и младенчества, куда в том же году, 1 октября Э. И. Фридман был приглашён на должность ординатора клиники грудного возраста. Отныне и более чем на четверть века его судьба была неразрывно связана с этим учреждением. Спустя три года, в 1928 году на базе клиники была организована кафедра патологии детского возраста. В 1930 году кафедру возглавил профессор М. С. Маслов, а 13 октября 1930 года Э. И. Фридман был утвержден в должности её старшего ассистента. С этого времени Эммануил Иосифович оказался его ближайшим помощником М. С. Маслова.
С образованием в 1935 году на базе НИИ Охраны материнства и младенчества первого в мировой истории учебного Педиатрического медицинского института кафедра М. С. Маслова была преобразована в факультетскую. В том же году Э. И. Фридман, защитив кандидатскую диссертацию, был утвержден в звании её доцента.

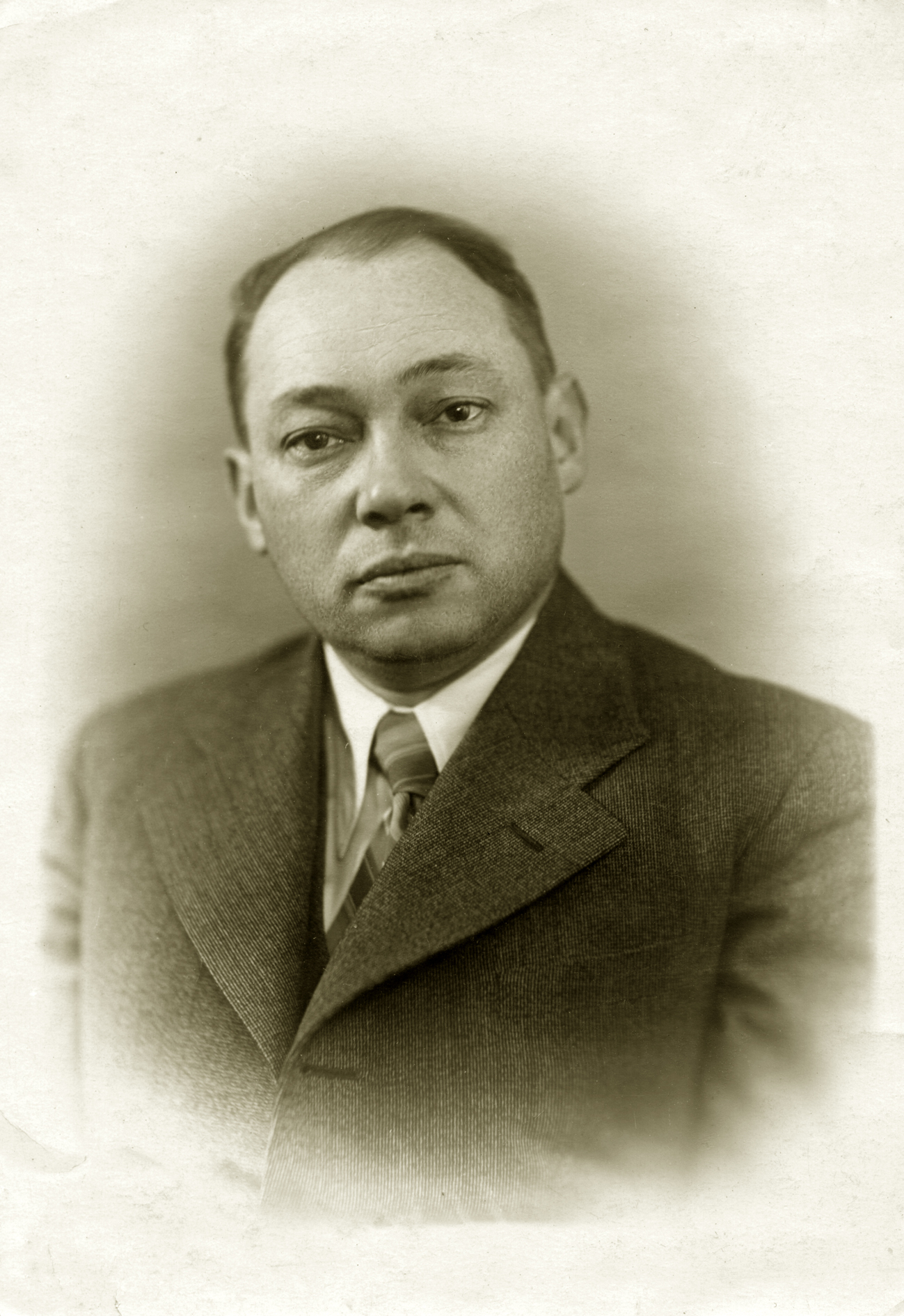
Профессор Э. И. Фридман до 1940 г.

М. С. Маслов возглавлял сразу две кафедры: одну — в Ленинградском педиатрическом медицинском институте, другую — в Военно-медицинской академии. Ему был необходим надёжный помощник, который мог бы заниматься повседневными делами кафедры и клиники, поэтому через 3 года, в 1938 году Эммануил Иосифович был избран вторым профессором кафедры факультетской педиатрии, что произошло ещё до получения им степени доктора медицинских наук. Защита диссертации на тему «Об особенностях жиро-углеводного обмена при нефропатиях. Клинико-экспериментальные наблюдения.» состоялась незадолго до Великой Отечественной войны, в 1940 году.
Этот труд, выполненный под руководством проф. М. С. Маслова и проф. Е. С. Лондона заслуживает особого внимания. Диссертация, только первый том которой занимает около 900 страниц, по существу представляет собой первое отечественное руководство по клинической нефрологии в педиатрии. В 5-и главах, каждая из которых включает от 4-х до 6-и разделов представлены самые современные сведения о физиологии мочевыделительной системы, патофизиологии и клиники разнообразных заболеваний почек у детей. Достаточно перечислить названия разделов только одной – второй главы: 1. Некоторые возрастные особенности почечных заболеваний у детей; 2. Различные классификации нефропатий детского возраста; 3 Диффузный гломерулонефрит у детей; 4. Нефросклерозы в детском возрасте; 5. Липоидный нефроз в детском возрасте; 6. Клинико-патогенетические особенности нефропатий детского возраста по данным школы М. С. Маслова. Можно лишь сожалеть, что диссертация осталась неизвестна широкому кругу врачей, поскольку была опубликована всего в 3-4 экземплярах. 

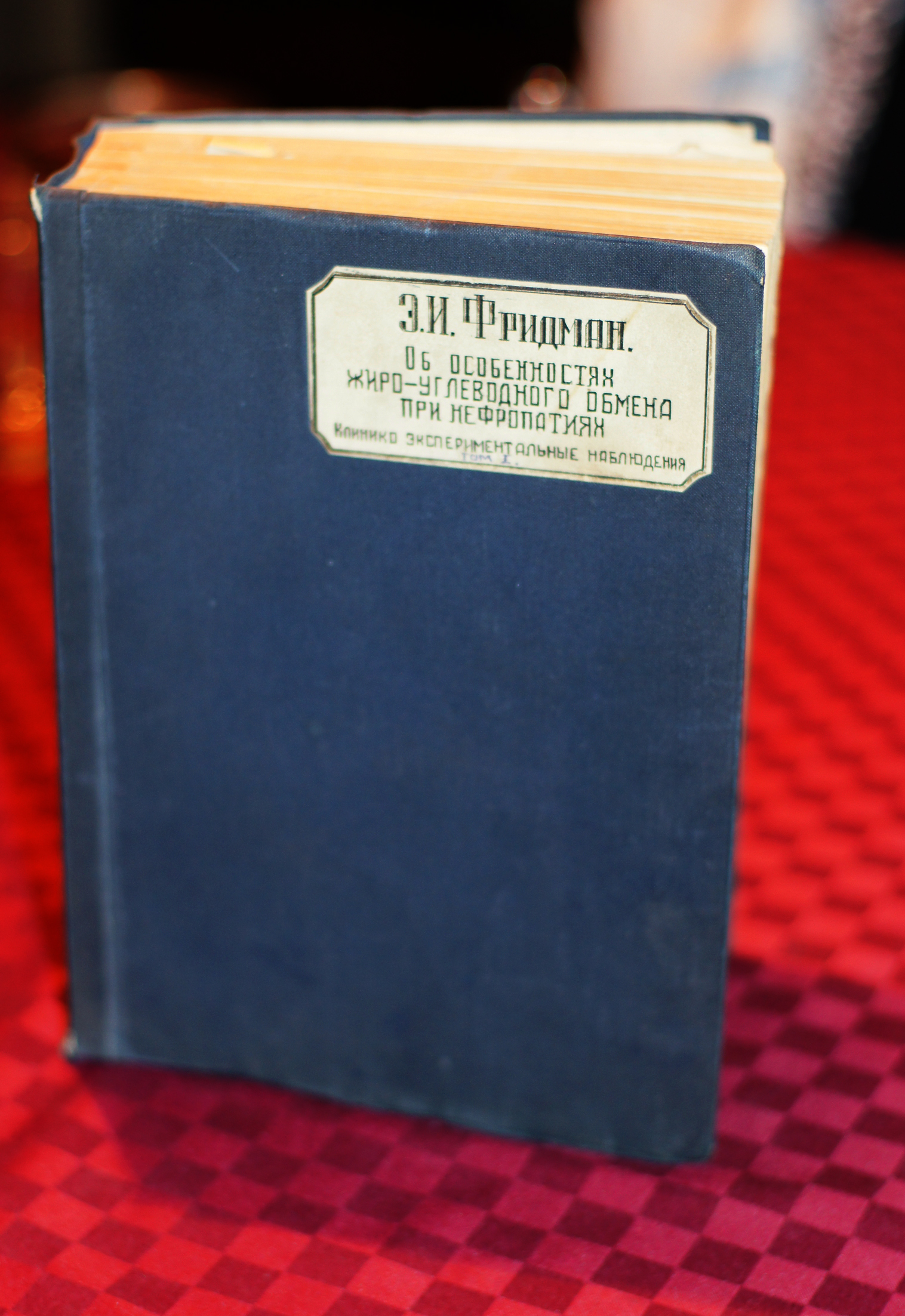
I том докторской диссертации проф. Э. И. Фридмана содержит около 900 стр.

С началом войны многие сотрудники института оказались в действующей армии. Кто-то ушёл по призыву, другие записались в народное ополчение. В условиях, блокадного кольца институт продолжал свою лечебную и учебную деятельность. Осенью 1941 года М. С. Маслов полностью сконцентрировался на работе в Военно-медицинской академии, которая готовилась к эвакуации, и на Э. И. Фридмана упала основная нагрузка по организации работы кафедры и клиники, а также базовой больницы кафедры в Октябрьском районе Ленинграда.
В феврале 1942 года кафедра детских болезней Военно-медицинской академии во главе с М. С. Масловым была по льду Ладожского озера эвакуирована в Самарканд. С этого момента и до возвращения Михаила Степановича в Ленинград Эммануил Иосифович исполнял обязанности заведующего кафедрой факультетской педиатрии ЛПМИ. Его руководство пришлось на самое тяжёлое для кафедры, как для всей страны время. Деятельность небольшого коллектива в осажденном городе не прекращалась ни на минуту. Ежедневные обходы больных в клинике, регулярные консультации в детской больнице Октябрьского района, лекции студентам заполняли почти все время ослабевшего от голода профессора. Тем не менее, Э. И. Фридман не прекращал научной работы. Его труды тех лет по алиментарной дистрофии у детей, авитаминозам, токсической диспепсии и анемиям не потеряли своей актуальности и теперь.

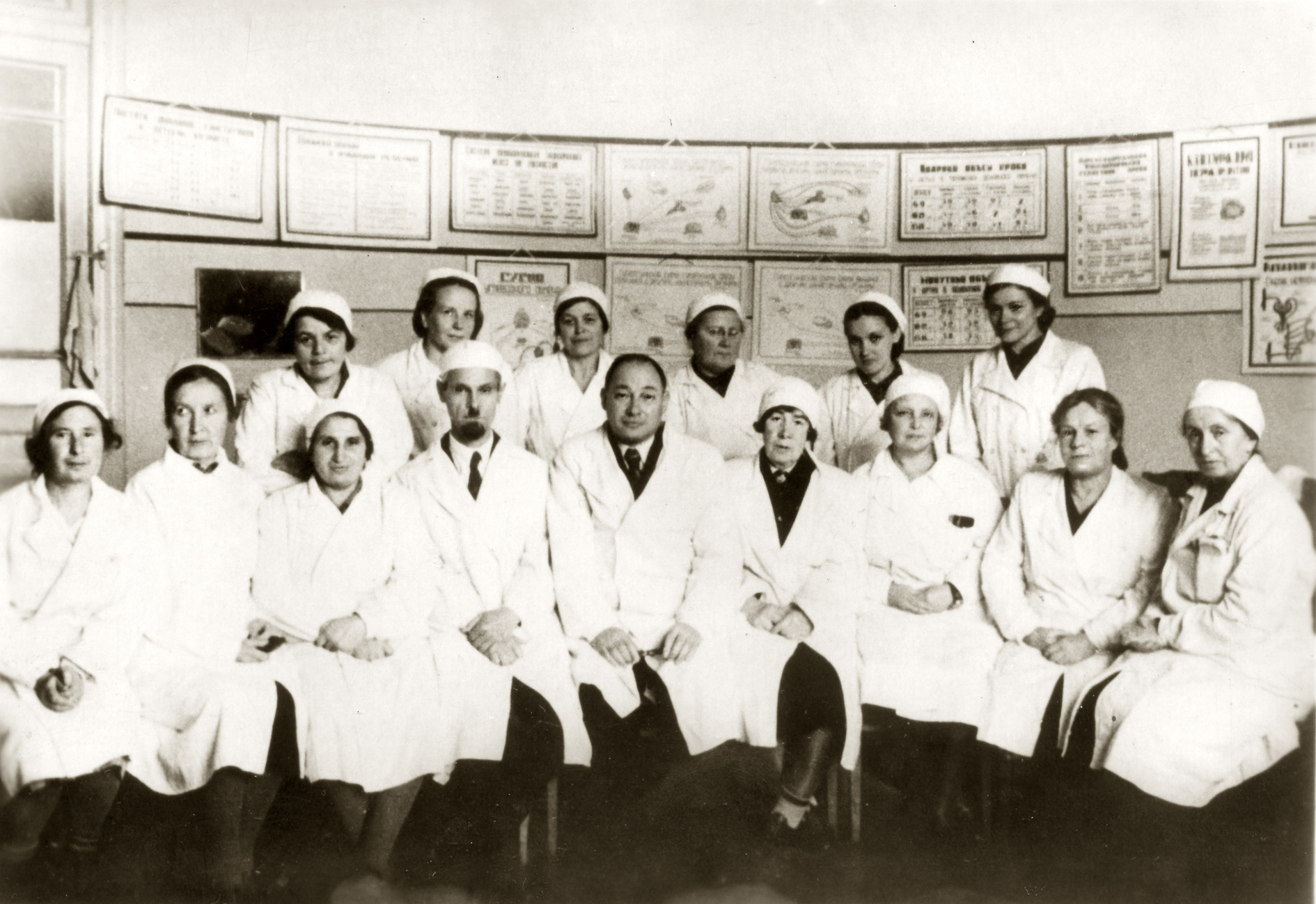
2-я кафедра факультетской педиатрии ЛПМИ во главе с профессором Эммануилом Иосифовичем Фридманом

Заслуги Эммануила Иосифовича были столь очевидны, что после возвращения М. С. Маслова в Ленинград решением Минздрава СССР в 1946 году в ЛПМИ была создана вторая факультетская кафедра под руководством Э. И. Фридмана. В учебных планах института место этой кафедры было не вполне понятно, поэтому в 1948 году она была преобразована в кафедру педиатрии для усовершенствования врачей, что стало первым опытом организации подобной кафедры в ЛПМИ. Продлился он недолго. Осенью 1951 года новым решением Минздрава СССР кафедра была закрыта.
Это совпало с весьма тревожными событиями. В 1949 году в ходе кампании по борьбе с космополитизмом была арестована и осуждена ректор ЛПМИ, профессор Юлия Ароновна Менделева, которая ещё в далёком 1925 году пригласила Эммануила Иосифовича в свой институт из Киева. Сгущались тучи и над самим Э. И. Фридманом. В 1952 году ему настоятельно предложили занять место заведующего кафедрой педиатрии Новосибирского государственного медицинского института. Такое назначение больше напоминало ссылку, поэтому к новому месту службы Эммануила Иосифовича отправился без семьи, рассчитывая, что скоро всё уляжется и он сможет вернуться в Ленинград. Так оно и произошло, но только в 1954 году — через год после смерти Сталина.
Последние годы жизни Э. И. Фридман возглавлял отдел профилактики и терапии детских болезней Ленинградского научно-исследовательского педиатрического института, преобразованного позже в НИИ Детских инфекций, что не вполне соответствовало масштабам его личности.

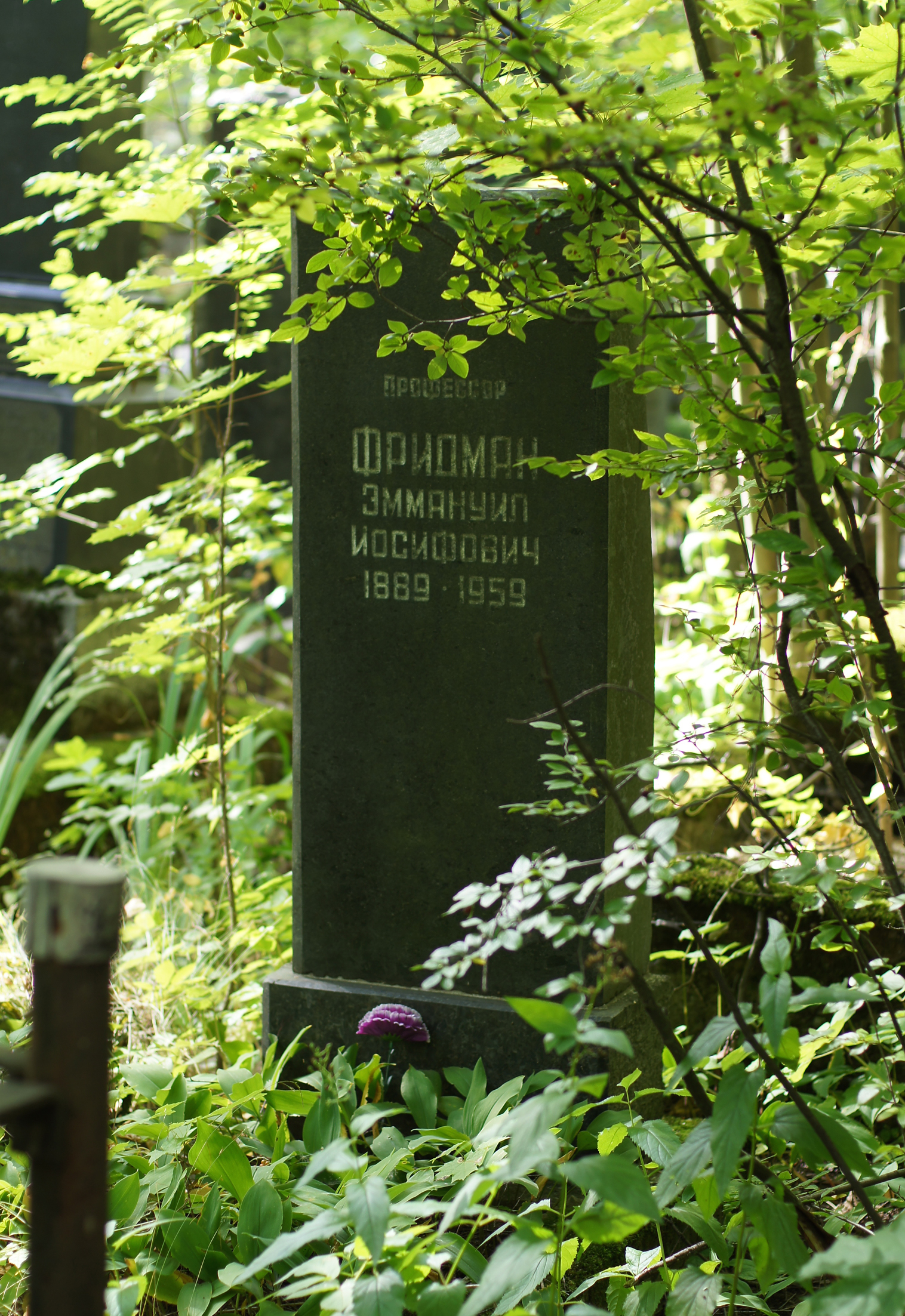
Могила Э. И. Фридмана на Преображенском кладбище (участок 3/4 ст., 40 метров по Главной дорожке от начала участка и 8 метров влево). На памятнике неправильно указан год рождения Эммануила Иосифовича.

Эммануил Иосифович Фридман скончался в 1959 году в возрасте 60 лет и был похоронен на Преображенском еврейском кладбище в Ленинграде.

## Семья
- Жена: Лидия Евгеньевна Фридман (в девичестве Скловская, 1898—1965) — дочь педиатра, профессора Евгения Львовича Скловского (1869—1930), двоюродная сестра писателя И. Г. Эренбурга, профессоров А. Г. Лурье и Р. Г. Лурье[8]. Похоронена рядом с мужем на Преображенском кладбище в Ленинграде.
  - Сын: Александр Эммануилович Фридман (1930—2003) — врач-педиатр, один из ведущих детских нефрологов Санкт-Петербурга, заведующий нефрологическим отделением Детской городской больницы № 1.
    - Внучка: Зильберман Ирина Александровна.

## Адреса в Петербурге
Приехав в Ленинград, Э. И. Фридман поселился в доме № 20 по Моховой ул. В 1930 году он получил квартиру на ул. Некрасова, д. 16, в которой пережил блокаду Ленинграда.
После войны Эммануил Иосифович с семьей проживал по адресу: ул. Восстания, д. 36/16 (угол Сапёрного пер.). В довоенные годы в этом доме до самой своей смерти жил известный петербургский педиатр Александр Дмитриевич Зотов.

## Избранные труды
Э. И. Фридман является автором более 50 научных работ по педиатрии. Ниже представлены лишь часть из них.
- Фридман Э. И. Об особенностях жиро-углеводного обмена при нефропатиях. Клинико-экспериментальные наблюдения. / Диссертация в 2-х томах на соискание ученой степени Доктора медицинских наук.. — 1940.
- Фридман Э. И. Синдром Меллер-Барлова у детей и его лечение // Вопросы педиатрии в дни блокады Ленинграда / Сб. 1. — Л., 1944. — 54-66 с.
- Фридман Э. И. Особенности клиники, патогенеза и лечения скорбута у детей // Работы ленинградских врачей за годы Отечественной войны. выпуск шестой. — Л.: Медгиз. Ленинградское отделение, 1945. — 87-102 с.
- Фридман Э. И. Пиурии у детей. — 1930.
- Фридман Э. И. Некоторые особенности патогенеза и лечения анемий при алиментарной дистрофии у детей. — Л., 1943.
- Фридман Э. И. Гиповитаминозы В в патогенезе дистрофий раннего возраста и их лечение камполоном. — Л., 1944.
- Фридман Э. И. Клинико-патогенетические особенности некоторых гипо- и авитаминозов у детей. — Л., 1947.
- Фридман Э. И. Вопросы этио- патогенеза и лечения токсической диспепсии. — Л., 1947.
- Фридман Э. И. Биохимическая динамика рахита у гипотрофиков под влиянием разных способов лечения. — 1951.
- Фридман Э. И., Виткинд Ю. Э. Кислотно-щелочное равновесие при эпидемич. и туберкулезном менингитах / Сборник трудов, посвященный XXV-летию научной и учебной деятельности заслуженного деятеля науки профессора М. С. Маслова. — Л.: . Воен.-мед. акад. РККА им. С. М. Кирова, 1937. — 341 с.
- Фридман Э. И. Холестеринемия при нефропатиях у детей / Нефропатии детского возраста. Сборник трудов Кафедры патологии детского возраста под ред. дир. Ин-та проф. Ю. А. Менделевой и зав. Кафедрой проф. М. С. Маслова. — Л.: Биомедгиз. Ленинградское отд., 1935. — 147 с.
- Фридман Э. И., Салазкина С. С. Кальций и фосфор крови при нефропатиях у детей / Нефропатии детского возраста Сборник трудов Кафедры патологии детского возраста под ред. дир. Ин-та проф. Ю. А. Менделевой и зав. Кафедрой проф. М. С. Маслова. — Л.: Биомедгиз. Ленинградское отд., 1935. — 147 с.

#### Доклады на заседаниях Общества детских врачей
(перечислены только доклады, прочитанные до 1936 г.)
| О клинике врожденных пороков сердца (совместно с Лоховым) | 21.07.1927 | Случай гоноройного сепсиса (дем.)                       | 1927       |
| Опыт применения гелиотерапии (совместно с Емельяновой)    | 01.02.1928 | О липемии при эксудатиином диатезе (совместно с Шмерхо) | 30.01.1929 |
| Пиурии грудного возраста                                  | 31.11.1929 | Клиника и терапия пиурий                                | 31.11.1929 |
| Сахар и жир крови при нефропатних                         | 17.03.1934 | Холестеринемия при нефропатиях (совместно с Салазкиной) | 17.03.1934 |
| Всесоюзное совещание по колитам в Москве                  | 21.10.1934 |                                                         |            |

## Награды
- Медаль «За оборону Ленинграда» (1943)
- Орден «Знак Почёта» (1944)
- Медаль «За доблестный труд в Великой Отечественной войне 1941—1945 гг.» (1946)
- Значок «Отличнику здравоохранения»